# Paracoenia fumosa
Paracoenia fumosa är en tvåvingeart som först beskrevs av Christian Stenhammar 1844.  Paracoenia fumosa ingår i släktet Paracoenia och familjen vattenflugor. Arten är reproducerande i Sverige. Inga underarter finns listade i Catalogue of Life.

## Bildgalleri

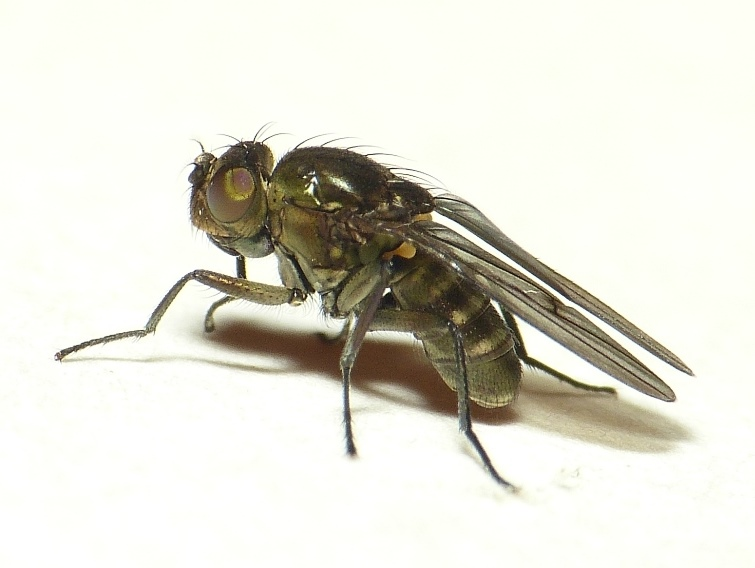